# Acquis communautaire
Acquis communautaire [aˌki kɔmynoˈtɛːʁ]IPA je francouzský termín pro právní řád Evropské unie. Označuje souhrn všech právních pravidel v jakékoliv formě (obecně závazných i individuálně závazných aktů) a dokonce i právně nezávazných dokumentů (deklarace, prohlášení, Bílé knihy, strategie atd.), které se vztahují k činnosti Evropské unie. Do češtiny pojem nebývá překládán. Odborné slovníky uvádějí český smyslový překlad „komunitární bohatství“.
Pojem byl zaveden Maastrichtskou smlouvou a začal se následně v širokém měřítku užívat v odborném prostředí i v médiích jako ustálené slovní spojení.

## Rozsah
V roce 2001 odhadovala Evropská komise, že sekundární legislativa, která je součástí Acquis communautaire, má rozsah asi 80 000 stran s tím, že ročně se vytvoří zhruba 5000 stran legislativy. Jenom v Úředním věstníku vyšlo přes 30 000 právních předpisů, to znamená více než 100 000 stran.
Rozsah acquis communautaire kritizovali například v roce 2001 významní intelektuálové Jacques Rupnik a Timothy Garton Ash jako něco, co odrazuje středoevropské země od vstupu, hovoříce o „byrokratické strnulosti a gigantismu“. Zájmové sdružení obchodníků Open Europe zase cituje údaje o obsáhlosti evropského práva (které odhadují na 170 000 stran) jako doklad přehnané regulace a překážku rozvoji ekonomiky a volnému trhu.